# 1 E10 s
Cet article liste des exemples de temps de l'ordre de 1010 s, soit 10 milliards de secondes, afin de comparer différents ordres de grandeur.

## Exemples
| Durée (×1010) s | Unités usuelles | Événement                                 |
| --------------- | --------------- | ----------------------------------------- |
| 0,782           | 247,7 a         | Une révolution de Pluton autour du Soleil |
| 0,849           | 269 a           | Demi-vie de l'argon 39                    |
| 0,909           | 288 a           | Une révolution de Quaoar autour du Soleil |
| 1,000           | 10 gigasecondes | 316,88 a                                  |
| 1,108           | 351 a           | Demi-vie du californium 249               |
| 1,320           | 418 a           | Demi-vie de l'argent 108m                 |
| 1,365           | 432,2 a         | Demi-vie de l'américium 241               |
| 2,147           | 680 a           | Demi-vie du niobium 91                    |
| 2,836           | 898 a           | Demi-vie du californium 251               |
| 3,158           | 1 000 a         | Un millénaire                             |